# Scincella silvicola
Scincella silvicola — вид сцинкоподібних ящірок родини сцинкових (Scincidae). Ендемік Мексики.

## Поширення і екологія
Scincella silvicola мешкають в горах на півдні Східної Сьєрра-Мадре і на півночі Сьєрра-Мадре-де-Оахаки, від Тамауліпаса до Оахаки. Вони живуть в гірських соснових і сосново-дубових лісах.